# Свищ чилійський
Свищ чилійський (Mareca sibilatrix) − водоплавний птах родини качкових (Anatidae). Поширений у Південній Америці.

## Поширення
Ця качка поширена в південній частині Південної Америки, де вона трапляється в прісноводних озерах, болотах, мілководних лагунах і річках з повільною течією. Бродяг спостерігали в Південній Джорджії, Південних Оркнейських і Південних Шетландських островах.
Гніздиться переважно в Аргентині, Уругваї та Чилі. Північна межа ареалу розмноження проходить в Аргентині на 36° пд. ш. і в Чилі на 40° пд. ш.. Вона також зрідка гніздиться на Фолклендських островах. На зиму мігрує до південно-східної Бразилії.

## Опис
Довжина тіла становить від 46 до 56 см, розмах крил від 75 до 86 см. Довжина крила становить приблизно 25 см. Вага приблизно 800 г.
У цього птаха райдужна зелено-блакитна шапочка на голові і блакитнувато-сірий дзьоб з чорним кінчиком. Щоки і лоб білі, очі темно-карі, є біла пляма на вушній раковині. Шия і потилична частина голови чорні. Груди мають чорно-білі смуги, а оперення крил сіро-біле. Боки самців мають колір іржі, а у самок світло-коричневий. Ноги і ступні сірі.